# 純資産

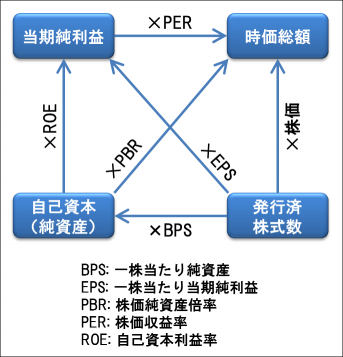
株式に関係する変数の関係

純資産（じゅんしさん、英: net worth、net asset）は、会計学の用語であり、簿記における勘定科目の区分の一つである。会社の資産総額から負債総額を差し引いた金額を指す。なお、差引金額がマイナス（欠損）であっても「純資産」と呼ぶ。
貸借対照表は、資産の部、負債の部、純資産の部しか存在しない。純資産は、負債とともに貸方に記載される（貸借対照表に載る項目のうち「負債でないもの」である）。純資産は、株主に帰属する純粋な資産（株主資本）となる部分とそれ以外の部分に区分される。
かつては、資本（しほん、英:capital）あるいは（広義の）自己資本（じこしほん、英: ownership equity）、株主資本（かぶぬししほん、英: shareholder's equity）と呼ばれていた。日本では2005年12月9日に企業会計基準委員会の企業会計基準第5号「貸借対照表の純資産の部の表示に関する会計基準」において、「純資産」を正式名称と定義された。

## 表記と分類
1. 株主資本
  - 資本金 - 法定資本 (legal capital)
  - 新株式申込証拠金 - 発行前新株に対する払込金
  - 資本剰余金
    - 資本準備金 - 法定準備金（株式払込剰余金）
    - その他資本剰余金 - 自己株式処分差益、資本金及び資本準備金減少差益、資本準備金の剰余金組入れなど

  - 利益剰余金
    - 利益準備金 - 法定準備金
    - その他利益剰余金
      - 任意積立金- 別途積立金、配当平均積立金、欠損填補積立金など
      - 繰越利益剰余金 - 「当期未処分利益」や「繰越利益」は廃止

  - 自己株式（ただし、控除項目=マイナスの額となる）
  - 自己株式申込証拠金 - 自己株式を外部に販売する又は処分する際、事前に買い手から領収した証拠金。新株式申込証拠金と同様の扱い
2. 評価・換算差額等 - いずれも株主資本ではない
  - その他有価証券評価差額金など
  - 繰延ヘッジ損益など - 資産の部・負債の部には載らない
  - 土地再評価差額金など
  - 為替換算調整勘定
  - 繰延税金資産・負債修正差額
3. 新株予約権 - 負債ではなくなった
4. 非支配株主持分 - 連結会計の場合のみ。独立した項目でなく純資産であるとした

## 特記事項
- 評価・換算差額等については、これらに係る繰延税金資産または繰延税金負債相当額を控除する（これらは資産の部・負債の部となる）。
- これまで負債または資産とされてきた項目が純資産となった。
- 合併差益は廃止され、全額が当期利益となる。
- 親会社株式については連結会計では非支配株主との配分を行う。